# Donje Sitno
Donje Sitno – wieś w Chorwacji, w żupanii splicko-dalmatyńskiej, w mieście Split. W 2011 roku liczyła 313 mieszkańców.